# 曼哈頓博士
曼哈頓博士（英語：Doctor Manhattan）是DC漫畫的虛構角色。首次登場於1986至1987年出版的漫畫《守護者》，為艾倫·摩爾和戴夫·吉伯斯創作，為故事中唯一擁有超能力的角色。
曼哈頓博士原為一名核物理學家強納森.奧斯特曼（Jonathan Osterman），在1959年一次實驗意外讓自己裂解為亞原子狀態，後來重組自己「復活」。以新形象再現的奧斯特曼博士，被強行加入由美國政府掌管的部門，並以曼哈頓計畫將其命名為曼哈頓博士。
2016年，曼哈頓博士在DC宇宙：重生再度登場，為系列主要反派，因其改寫了閃點後的歷史，透過讓艾倫.史考特（Alan Scott）未成為初代綠光戰警引發蝴蝶效應，造就了新52宇宙。

## 其他媒體

### 電視
- 《守護者》：由葉海亞·阿巴杜-馬汀二世飾演，扎克·羅瑟拉-奧克斯利（Zak Rothera-Oxley）和達雷爾·斯內德格（Darrell Snedeger）飾演幼年和青年強納森·奧斯特曼。

### 電影
- 《守護者》（2009）：由比利·庫達普飾演。

### 動態漫畫
- 《守護者：動態漫畫》（2008）：由Tom Stechschulte擔任配音員。

### 電子遊戲
- 《守護者：末日將臨》（2009）：由克里斯賓·弗里曼配音[3]。